# باويبلا ديل مايستري
بلدية باويبلا ديل مايستري (بالإسبانية: Puebla del Maestre)‏, هي إحدى بلديات مقاطعة بطليوس, التي تقع في منطقة إكستريمادورا, والتي تقع في غرب إسبانيا.
يبلغ عدد سكانها 906 نسمة وفقاً لإحصائية سنة (2002).